# فيفا ستريت (لعبة فيديو 2012)
فيفا ستريت 2012 (بالإنجليزية: FIFA Street 2012)‏ هي لعبة إلكترونية من نوع رياضة كرة القدم، أنتجت شركة إلكترونيك أرتس سنة 2012، ويظهر عليها غلاف اللعبة اللاعب الأرجنتيني ليونيل ميسي.

## مكان اللعبة
تكون اللعبة في ملعب صغير الحجم وتوجد في 5 مدن عالمية، ومنها أمستردام، فلعبة كرة القدم لا توجد لها ضربة جزاء وتشبه لكرة القدم للصالات.

## وصلات خارجية
- Official website